# Ikedella qingdaoense
Ikedella qingdaoense is een lepelworm uit de familie Bonelliidae.
De wetenschappelijke naam van de soort werd in 1994 door Li Fenglu, Wang Wei & Zhou Hong gepubliceerd.